# Tiro nos Jogos Olímpicos de Verão de 1988
O tiro nos Jogos Olímpicos de Verão de 1988 foi realizado em Seul, na Coreia do Sul, com treze eventos. A pistola de ar de 10 metros foi disputada pela primeira vez e as finais de cada evento contou com a participação de oito (seis em alguns casos) competidores.

## Masculino

### Tiro rápido 25 m
| Pos. | País                    | Atletas           | Pontos |
| ---- | ----------------------- | ----------------- | ------ |
|      | União Soviética (URS)   | Afanasijs Kuzmins | 698    |
|      | Alemanha Oriental (GDR) | Ralf Schumann     | 696    |
|      | Hungria (HUN)           | Zoltán Kovács     | 693    |

### Carabina deitado 50 m
| Pos. | País                 | Atletas        | Pontos |
| ---- | -------------------- | -------------- | ------ |
|      | Checoslováquia (TCH) | Miroslav Varga | 703,9  |
|      | Coreia do Sul (KOR)  | Cha Young-Chul | 702,8  |
|      | Hungria (HUN)        | Attila Záhonyi | 701,9  |

### Carabina três posições masculino
| Pos. | País                  | Atletas        | Pontos |
| ---- | --------------------- | -------------- | ------ |
|      | Grã-Bretanha (GBR)    | Malcolm Cooper | 1279,3 |
|      | Grã-Bretanha (GBR)    | Alister Allan  | 1275,6 |
|      | União Soviética (URS) | Kirill Ivanov  | 1275   |

### Pistola livre 50 m
| Pos. | País                  | Atletas         | Pontos   |
| ---- | --------------------- | --------------- | -------- |
|      | Romênia (ROM)         | Sorin Babii     | 660      |
|      | Suécia (SWE)          | Ragnar Skanåker | 657 (93) |
|      | União Soviética (URS) | Igor Basinski   | 657 (87) |

### Pistola de ar masculino
| Pos. | País                 | Atletas        | Pontos        |
| ---- | -------------------- | -------------- | ------------- |
|      | Bulgária (BUL)       | Tanyu Kiryakov | 687,9 (102,9) |
|      | Estados Unidos (USA) | Erich Buljung  | 687,9 (97,9)  |
|      | China (CHN)          | Xu Haifeng     | 684,5         |

### Carabina de ar masculino
| Pos. | País                     | Atletas           | Pontos |
| ---- | ------------------------ | ----------------- | ------ |
|      | Iugoslávia (YUG)         | Goran Maksimović  | 695,6  |
|      | França (FRA)             | Nicolas Berthelot | 694,2  |
|      | Alemanha Ocidental (FRG) | Johann Riederer   | 694    |

## Feminino

### Pistola esportiva
| Pos. | País                  | Atletas         | Pontos   |
| ---- | --------------------- | --------------- | -------- |
|      | União Soviética (URS) | Nino Salukvadze | 690      |
|      | Japão (JPN)           | Tomoko Hasegawa | 686 (99) |
|      | Iugoslávia (YUG)      | Jasna Šekarić   | 686 (95) |

### Carabina três posições feminino
| Pos. | País                     | Atletas              | Pontos |
| ---- | ------------------------ | -------------------- | ------ |
|      | Alemanha Ocidental (FRG) | Silvia Sperber       | 685,6  |
|      | Bulgária (BUL)           | Vesela Letcheva      | 683,2  |
|      | União Soviética (URS)    | Valentina Cherkasova | 681,4  |

### Pistola de ar feminino
| Pos. | País                  | Atletas             | Pontos |
| ---- | --------------------- | ------------------- | ------ |
|      | Iugoslávia (YUG)      | Jasna Šekarić       | 489,5  |
|      | União Soviética (URS) | Nino Salukvadze     | 487,9  |
|      | União Soviética (URS) | Marina Dobrantcheva | 485,2  |

### Carabina de ar feminino
| Pos. | País                     | Atletas        | Pontos |
| ---- | ------------------------ | -------------- | ------ |
|      | União Soviética (URS)    | Irina Shilova  | 498,5  |
|      | Alemanha Ocidental (FRG) | Silvia Sperber | 497,5  |
|      | União Soviética (URS)    | Anna Malukhina | 495,8  |

## Aberto

### Fossa olímpica
| Pos. | País                  | Atletas           | Pontos |
| ---- | --------------------- | ----------------- | ------ |
|      | União Soviética (URS) | Dimitri Monakov   | 222    |
|      | Checoslováquia (TCH)  | Miroslav Bednařík | 222    |
|      | Bélgica (BEL)         | Frans Peeters     | 219    |

### Alvo móvel
| Pos. | País                  | Atletas           | Pontos |
| ---- | --------------------- | ----------------- | ------ |
|      | Noruega (NOR)         | Tor Heiestad      | 689    |
|      | China (CHN)           | Huang Shiping     | 687    |
|      | União Soviética (URS) | Gennadi Avramenko | 683    |

### Skeet
| Pos. | País                    | Atletas                | Pontos |
| ---- | ----------------------- | ---------------------- | ------ |
|      | Alemanha Oriental (GDR) | Axel Wegner            | 222    |
|      | Chile (CHI)             | Alfonso de Iruarrizaga | 221    |
|      | Espanha (ESP)           | Jorge Guardiola        | 220    |

## Quadro de medalhas do tiro
| Ordem | País                   | Medalha de ouro | Medalha de prata | Medalha de bronze | Total |
| ----- | ---------------------- | --------------- | ---------------- | ----------------- | ----- |
| 1     | URS União Soviética    | 4               | 1                | 6                 | 11    |
| 2     | YUG Iugoslávia         | 2               | 0                | 1                 | 3     |
| 3     | FRG Alemanha Ocidental | 1               | 1                | 1                 | 3     |
| 4     | GDR Alemanha Oriental  | 1               | 1                | 0                 | 2     |
| 4     | BUL Bulgária           | 1               | 1                | 0                 | 2     |
| 4     | TCH Checoslováquia     | 1               | 1                | 0                 | 2     |
| 4     | GBR Grã-Bretanha       | 1               | 1                | 0                 | 2     |
| 8     | NOR Noruega            | 1               | 0                | 0                 | 1     |
| 8     | ROM Romênia            | 1               | 0                | 0                 | 1     |
| 10    | CHN China              | 0               | 1                | 1                 | 2     |
| 11    | CHI Chile              | 0               | 1                | 0                 | 1     |
| 11    | KOR Coreia do Sul      | 0               | 1                | 0                 | 1     |
| 11    | USA Estados Unidos     | 0               | 1                | 0                 | 1     |
| 11    | FRA França             | 0               | 1                | 0                 | 1     |
| 11    | JPN Japão              | 0               | 1                | 0                 | 1     |
| 11    | SWE Suécia             | 0               | 1                | 0                 | 1     |
| 17    | HUN Hungria            | 0               | 0                | 2                 | 2     |
| 18    | BEL Bélgica            | 0               | 0                | 1                 | 1     |
| 18    | ESP Espanha            | 0               | 0                | 1                 | 1     |